# Zonza
Zonza je naselje in občina v francoskem departmaju Corse-du-Sud regije - otoka Korzika. Leta 1999 je naselje imelo 1.802 prebivalca.

## Geografija
Kraj leži v hribovitem južnem predelu otoka Korzike znotraj naravnega regijskega parka Korzike, 36 km severovzhodno od Sartène. Poleg hribovja zajema občina tudi obalo ob Tirenskem morju severno od Porto-Vecchia, kjer se nahaja manjše ribiško pristanišče in letovišče Pinarello/Pinarellu, 20 km vzhodno od samega središča občine. Med hribovitim in primorskim delom občine ne poteka nobena direktna cestna povezava. Po dolini reke Cavo/Cavu, ki izvira na višini 950 m jugovzhodno od Zonze in se po 22 km izliva v Tirensko morje, je speljana planinska pešpot.

## Uprava
Občina Zonza skupaj s sosednjimi občinami Carbini, Levie in San-Gavino-di-Carbini sestavlja kanton Levie s sedežem v istoimenskem kraju. Kanton je sestavni del okrožja Sartène.